# IBM PC/XT
L’IBM PC/XT ou modèle IBM 5160 est l'ordinateur personnel d'IBM qui a succédé en 1983 à l'IBM PC. Il acceptait un disque dur type ST-506 de 5 Mo. L'écart plus faible entre les ports d'extension ISA (qui passaient de 5 à 8, dont 6 occupant l'espace des 5 du 5150) rendait l'un des emplacements légèrement parasité, ce qui pouvait affecter le fonctionnement de cartes à débit rapide. Plutôt que de concevoir à nouveau l'ensemble, IBM livra le PC/XT en standard avec une carte de connexion série RS-232-C montée à cet endroit. Celle-ci n'était en effet pas affectée par la fréquence parasite.
Peter Norton, qui n'en avait pas été informé, prit la présence de cette prise pour un message d'IBM incitant les utilisateurs de PC à en faire un outil de communication et le signala dans son livre Inside the IBM PC en ajoutant que c'était là que se jouerait l'avenir du PC. Les hypothèses de départ avaient beau être fausses, la conclusion se révéla exacte.
Son clavier disposait de 84 touches et de voyants d'état.

## Note
Il ne faut pas confondre le PC/G avec le 3270 PC/G, qui était une version de 3270 PC disposant d'un écran graphique et possédait une version de plus haute résolution nommée 3270 PC/GX.

## Référence
- Cet article est partiellement ou en totalité issu de l'article intitulé « IBM PC » (voir la liste des auteurs).